# Bakur Goguitidze
Bakur Goguitidze –en georgiano: ბაკურ გოგიტიძე– (Tiflis, 9 de octubre de 1973) es un deportista georgiano que compitió en lucha grecorromana. Ganó una medalla de plata en el Campeonato Mundial de Lucha de 1994, en la categoría de 100 kg.

## Palmarés internacional
| Campeonato Mundial | Campeonato Mundial  | Campeonato Mundial | Campeonato Mundial |
| Año                | Lugar               | Medalla            | Categoría          |
| ------------------ | ------------------- | ------------------ | ------------------ |
| 1994               | Tampere (Finlandia) | Medalla de plata   | 100 kg             |